# 對甲氧基苯乙酮
對甲氧基苯乙酮是一種芳香化合物，帶有甜味、果香、堅果味及類似香草的香味。此外，對甲氧基苯乙酮有時聞起來像是黃油或焦糖。該化合物被作為香煙添加劑、香料及添加在食品調味。
對甲氧基苯乙酮可在天然的海狸香(海狸的腺分泌液)中找到。
對甲氧基苯乙酮可由苯甲醚及乙醯氯透過傅-克反應合成：

## 外觀
室溫下，對甲氧基苯乙酮是固體，有白色偏淡黃結晶。融化時，白色結晶會變成透明的液體。